# 倉田潤
倉田 潤（くらた じゅん、1957年 - ）は、日本の警察官僚。東京都出身、東京大学法学部卒。最終階級は警視監。警察庁交通局長。

## 略歴
1981年、東京大学法学部を卒業後に警察庁入庁。以降、和歌山県警本部刑事部捜査第二課長、警察庁生活安全局生活環境課生活経済対策室長などを歴任。
- 2000年 - 中国通商産業局総務企画部長、単行本「文化としてのIT革命」の「ネットワーク犯罪」の項を著す。
- 2002年7月 - 警察庁長官官房付
- 2002年8月23日 - 警察庁交通局交通規制課長
- 2004年8月10日 - 鹿児島県警察本部長
  - 2006年に公職選挙法違反の架空調書を捏造した志布志事件（2003年）が発覚した際に、 「自白の強要はなかった」と県議会で答弁。
- 2004年4月5日 - 警察庁刑事局組織犯罪対策部企画分析課長
- 2007年8月24日 - 警察庁交通局交通企画課長
  - 2008年、単行本「警察の進路―21世紀の警察を考える」を警察関係者と共著。

- 2009年9月7日 - 東京都青少年・治安対策本部長
- 2011年8月31日 - 兵庫県警察本部長
- 2013年1月25日 - 警察庁交通局長
- 2015年1月26日 - 退官

## 不祥事
- 志布志事件（2003年）
2003年4月13日投開票の鹿児島県議会議員選挙（統一地方選挙）の曽於郡選挙区で当選した中山信一県議会議員の陣営が曽於郡志布志町（現・志布志市）の集落で住民に焼酎や現金を配ったとして中山やその家族と住民らが公職選挙法違反容疑で逮捕された事件を巡る捜査において、捜査第二課選挙違反取締本部が自白の強要や数か月から1年以上にわたる異例の長期勾留など違法な取り調べを行った事件。後に被疑者・被告は全員無罪判決の確定判決。鹿児島県などに国家損害賠償命令の判決が下った。当時の鹿児島県警察本部長である。

## 著書
- 文化としてのIT革命 晶文社、2000年（＊「ネットワーク犯罪」の項を担当） ISBN 978-4794964625
- 警察の進路―21世紀の警察を考える 東京法令出版、2008年（＊警察関係者との共著） ISBN 978-4809011924